# Raymond Kurzweil
Raymond Kurzweil (New York, 12 februari 1948) is een Amerikaans uitvinder, futuroloog en zakenman.

## Uitvinder
Ray Kurzweil is een pionier op het gebied van optische tekenherkenning (OCR of optical character recognition), spraaksynthese, spraakherkenning en de synthesizer. Ook is hij auteur van verschillende boeken over gezondheid, artificiële intelligentie, transhumanisme en technologische singulariteit.
Kurzweil deed de volgende uitvindingen: het omni-font optisch tekenherkenningssysteem, de CCD flatbed scanner, de text-to-speech synthesizer, een elektronisch muziekinstrument dat in staat was het geluid van de vleugel en andere orkestinstrumenten te reproduceren en een commercieel spraakherkenningssysteem met een groot vocabulaire.
Hij heeft negen bedrijven opgericht op het gebied van OCR, muzieksynthese, spraakherkenning, leestechnologie, virtuele realiteit, financiële investeringen, medische simulaties en cybernetische kunst.

## Carrière
Kurzweil begon al op 12-jarige leeftijd met computers programmeren en won als tiener een prijs met een computerprogramma dat patronen in muzikale composities herkende en daarna composities in de stijl van Bach of Mozart creëerde. Het leverde hem een bezoek aan het Witte Huis met toenmalig president Lyndon Johnson op. Ook verscheen hij ermee in het CBS-televisieprogramma I've got a secret.
In 1968 verkocht hij zijn firma die studenten koppelde aan hun toekomstige school via een 200 vragen tellende lijst. Hij haalde een B.Sc. in informatica en literatuur in 1970 aan het MIT. Hierna zette hij een nieuw bedrijf op, Kurzweil Computer Products, waarmee hij patroonherkenning toepaste op teksten en de nu ingeburgerde "Optical Character Recognition" ofwel OCR ontwikkelde. In 1976 ontwikkelde Kurzweil met collega's de eerste flatbedscanner en de eerste tekst-naar-spraaksynthesizer, en combineerde die vindingen met het OCR-programma tot de eerste tekst-naar-spraak-voorleesmachine voor blinden.
Na de verkoop van zijn bedrijf aan Xerox stortte Kurzweil zich, mede dankzij zijn vriendschap met Stevie Wonder, op de muziek en ontwikkelde in 1984 binnen zijn nieuwe bedrijf Kurzweil Music Systems het eerste gecomputeriseerde instrument dat realistisch allerlei akoestische instrumenten nabootste.
Na verkoop van dit succesvolle bedrijf aan de Koreaanse pianomaker Young Chang kwam het idee van gecomputeriseerde spraakherkenning. Zijn bedrijf Kurzweil Applied Intelligence produceerde in 1987 het eerste commerciële spraakherkenningsprogramma. Dit bedrijf werd verkocht aan het in België gevestigde Lernout & Hauspie. Een groot deel van zijn boek The age of spiritual machines dicteerde Kurzweil aan zijn computer. Zijn volgende bedrijf, Kurzweil Education Systems, werkte vanaf 1996 aan tekst-naar-spraaktechnologie, weer als hulpmiddel voor blinden. Ook dit bedrijf kwam onder de hoede van Lernout & Hauspie.
Inmiddels richt Kurzweil zich in een nieuwe onderneming op evolutionaire algoritmen, onder meer voor analyse van de beurskoersen en voor arts-patiëntsimulaties. Ook houdt hij zich bezig met de toekomst van wetenschap en techniek. Hij is ervan overtuigd dat in de nabije toekomst, zo rond 2050, de intelligentie van computers bovenmenselijk gaat worden. Ook zal dan volgens hem in principe onsterfelijkheid mogelijk zijn doordat de medische kennis zo ver gevorderd is dat men het menselijk lichaam eeuwig jong kan houden. Hijzelf hoopt dit nog mee te kunnen maken en leeft daarom zo gezond mogelijk met een uitgebreid dagelijks voedingsprogramma van vitaminen en andere voedingsupplementen. Zie verder technologische singulariteit.

## Prijzen

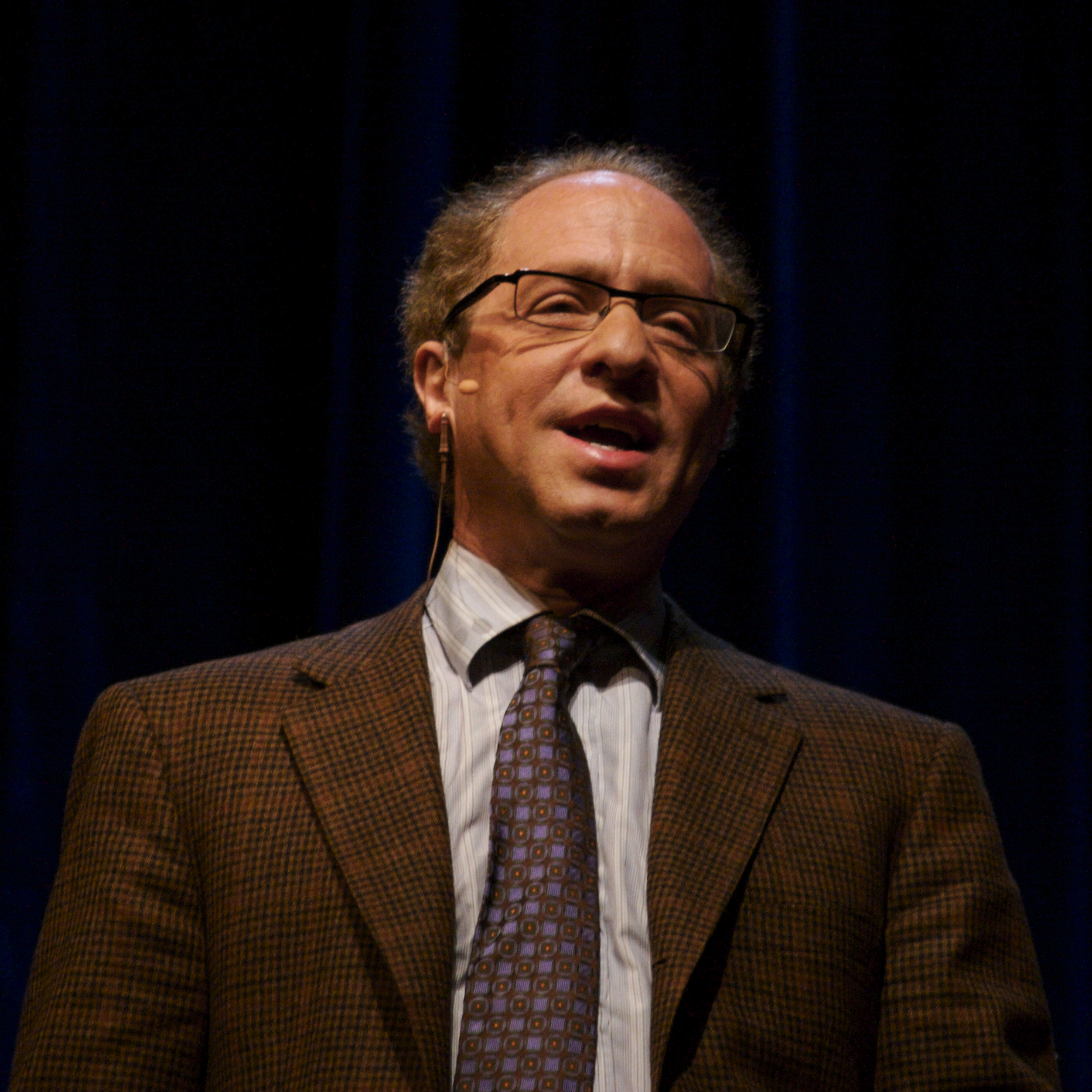
Raymond Kurzweil in 2006

Zijn verdienstelijke uitvindingen bezorgden Kurzweil tientallen prijzen, elf eredoctoraten en eerbetuigingen van drie Amerikaanse presidenten. In 1988 riepen MIT en het Boston Museum of Science hem uit tot Inventor of the Year en de lezers van Design News Magazine (met een oplage van ruim een miljoen) kenden hem in 1990 het predicaat Engineer of the year toe.
Kurzweil werd in 2002 uitgenodigd tot de National Inventors Hall of Fame, ingesteld door het patentbureau van de Verenigde Staten. Hij is sinds 2001 lid van National Academy of Engineering. Hij ontving de Lemelson-MIT Prijs ter waarde van 500.000 dollar, de grootste prijs voor uitvindingen en innovatie in de Verenigde Staten, en in 1999 de Nationale Medaille voor de Technologie.
Hij ontving ook een aantal andere prijzen, waaronder de Dicksonprijs in 1994 (belangrijkste gemeenschappelijke prijs van de Carnegie Mellon Universiteit), een prijs voor het beste computerwetenschapboek van de Amerikaanse uitgeversvereniging en de Grace Murray Hopper Award van de Association for Computing Machinery.
In 2005 werd Ray Kurzweil door Microsoft-oprichter Bill Gates "de beste in het voorspellen van de toekomst van Artificiële intelligentie" genoemd.

## Transhumanisme en futurologie
In 2001 schreef Kurzweil een essay, The law of accelerating returns waarin hij een veralgemening van de wet van Moore voorstelde. Die wet vormt voor veel mensen de basis voor hun geloof in de 'technologische singulariteit'. De wet van Moore beschrijft een exponentieel groeipatroon in de complexiteit van de geïntegreerde schakeling. Kurzweil bracht ook technologieën van voor de jaren zestig in een grafiek onder. Hij gaat terug tot de eerste computers met ponskaarten en extrapoleert naar de toekomst. Volgens hem is de versnelling in rekenkracht van computers al een eeuw aan de gang en zal die in de toekomst verder blijven versnellen:
"Een analyse van de geschiedenis van de technologie toont dat technologische verandering exponentieel is, tegengesteld aan de gebruikelijke ‘intuïtieve lineaire’ visie. We zullen dus geen 100 jaar van verandering ervaren gedurende de 21ste eeuw- het zullen er eerder 20.000 zijn (aan onze huidige ratio van verandering). De ‘opbrengsten’ zoals chipsnelheid en kosteffectiviteit vermeerderen ook exponentieel. Er is zelfs exponentiële groei in de exponentiële groei (dubbelexponentiële groei). Binnen enkele tientallen jaren zal machine-intelligentie menselijke intelligentie overstijgen en leiden tot de singulariteit-technologische veranderingen die zo snel en allesomvattend zijn dat er sprake is van een breekpunt in de menselijke geschiedenis. De gevolgen zullen onder andere inhouden: het samengaan van biologische en niet-biologische intelligentie, onsterfelijke op software gebaseerde menselijke wezens en ultrahoge niveaus van intelligentie die zich in het universum verspreiden met de snelheid van het licht.
(....)
"Als informatie niet sneller kan verspreid worden dan de snelheid van het licht en als die kosmische afstanden werkelijk onoverbrugbaar blijken (als er geen afsnijdingen via wormgaten mogelijk zijn) dan zal de verspreiding van informatie traag verlopen en gedirigeerd worden door de lichtsnelheid. Binnen 200 jaar zullen we ongeveer alle materie en energie in ons zonnestelsel voor computatie gebruikt hebben, gebaseerd op ons huidig begrip van de beperkingen en eigenschappen van computatie binnen dit tijdsbestek.
Ik veronderstel echter dat intelligentie zich sneller zal verspreiden gebruik makend van andere dimensies en meer van dergelijke afsnijdingen. Het lijkt misschien moeilijk, maar we praten hier over buitengewoon intelligente technologieën en wezens. Als er manieren zijn om in andere delen van het universum te geraken via afsnijdingen als wormgaten, dan zal men er gebruik van maken en gaat informatie zich sneller verspreiden. Dan kunnen we misschien het hele universum bereiken, dat wil zeggen {\displaystyle 10^{80}} protonen, fotonen, en andere elementaire deeltjes, die volgens Seth Lloyd {\displaystyle 10^{90}} bits vertegenwoordigen, zonder beperkt te worden door de snelheid van het licht.
(....)
Als de snelheid van het licht geen probleem vormt - ik wijs erop dat dit op dit moment een speculatie blijft - dan zullen we binnen de 300 jaar het ganse universum verzadigen met intelligentie en het gehele universum zou dan ontwaken tot een extreme mate van intelligentie en totaal manipuleerbaar worden. We vermeerderen onze rekenkracht met een factor {\displaystyle 10^{3}} per decennium. Dit is een conservatieve schatting gezien de mate van versnelling ook nog eens versnelt (dubbelexponentiële groei). Het is dus conservatief om te stellen dat binnen 30 decennia (300) jaar, we onze huidige computatieve vermogens met een factor van {\displaystyle 10^{90}} zouden vermeerderd hebben. Dan zouden we de schatting van Seth Lloyd - er zijn {\displaystyle 10^{90}} bits in dit universum - overtroffen hebben."
Kurzweil on the edge - the intelligent universe 2002